# امباتوبینی
امباتوبینی (به لاتین: Ambatoboeny) یک منطقهٔ مسکونی در ماداگاسکار است.